# Januszewo (powiat iławski)
Januszewo – osada w Polsce położona w województwie warmińsko-mazurskim, w powiecie iławskim, w gminie Susz, na obrzeżu Parku Krajobrazowego Pojezierza Iławskiego. W kierunku północno-wschodnim znajdują się akweny jezior Czerwica i Januszewskiego.
W latach 1975–1998 miejscowość administracyjnie należała do województwa elbląskiego.
Wieś wymieniana w dokumentach w 1312 r., lokowana w 1362.

## Zabytki
Do wojewódzkiego rejestru zabytków wpisane są obiekty:
- zespół pałacowy z pierwszej połowy XVIII w., przebudowany w XIX w.:
  - barokowy pałac Oldenburgów z XVIII w. w ruinie, piętrowy, trzyskrzydłowy, w centralnym skrzydle ryzalit z wolutową attyką i fragmentem tympanonu nad skrzydłem[4]
  - park
  - budynek gospodarczy (kuźnia, obecnie kaplica, z połowy XIX w.). Po II wojnie światowej utworzono  obszerne Państwowe Gospodarstwo Rolne, które funkcjonowało do połowy lat 90. XX w. Obecnie część zabudowań byłego PGR-u zaadaptowano na stadninę koni.